# Ťing-ti (Chan)
Ťing-ti (čínsky pchin-jinem Jǐngdì, znaky 景帝; 188 př. n. l. – 141 př. n. l.), vlastním jménem Liou Čchi (čínsky pchin-jinem Liú Qǐ, znaky zjednodušené 刘启, tradiční 劉啟), plným posmrtným jménem Siao-wen chuang-ti (čínsky pchin-jinem Xiàowén huángdì, znaky 孝景皇帝 byl šestý císař dynastie Chan, vládl v letech 157–141 př. n. l.

## Život
Liou Čchi nastoupil po otci roku 157 př. n. l. Jeho vláda pokračovala v umírněné hospodářské politice otce a císařovny Lü, udržovala nízké daně a podporovala ekonomický rozvoj.
Snahy o omezení moci lenních knížat vyprovokovaly jejich vzpouru, tzv. povstání sedmi knížat. Poprava Čchao Cchuoa, ministra prosazujícího protiknížecí politiku, nepomohla a nezbylo než povstalce zlikvidovat silou. Následné posílení centrální moci využil Ťing-tiho syn a nástupce Wu-ti k další centralizaci správy říše.
Roku 153 př. n. l. byl následníkem trůnu jmenován nejstarší Ťing-tiho syn Liou Žung, po třech letech byl však sesazen a nahrazen desátým synem Liou Čchem, pozdějším císařem Wu-tim.